# Sonia
Sonia is een geslacht van vlinders van de familie bladrollers (Tortricidae), uit de onderfamilie Olethreutinae.

## Soorten
- S. canadana McDunnough, 1925
- S. comstocki Clarke, 1952
- S. constrictana (Zeller, 1875)
- S. filiana (Busck, 1907)
- S. paraplesiana Blanchard, 1979
- S. vovana (Kearfott, 1907)